# Europawahl 2004
| ←1999 | ←1999         | Europawahl 2004                 | 2009→ | 2009→ |
| --- | ------------- | ------------------------------- | ----- | ----- |
| Sitzverteilung nach Fraktionen bei Konstituierung (Gewinne/Verluste im Vergleich zum Ende der vorherigen Legislaturperiode): |               |                                 |       |       |
| | EVP-ED        | Christdemokraten, Konservative  | 268   | –27   |
| | SOZ           | Sozialdemokraten, Sozialisten   | 200   | –32   |
| | ALDE          | Liberale, Zentristen            | 88    | +21   |
| | Grüne/EFA     | Grüne, Regionallisten           | 42    | –05   |
| | VEL/NGL       | Linke, Sozialisten, Kommunisten | 41    | –14   |
| | Ind/Dem       | EU-Skeptiker                    | 37    | +19   |
| | UEN           | Nationalkonservative            | 27    | –03   |
| | Fraktionslose | Fraktionslose                   | 29    | –15   |
| Summe | Summe         | Summe                           | 732   | +106  |

Die Europawahl im Juni 2004 war die sechste Europawahl, bei der die Abgeordneten des Europäischen Parlaments gewählt wurden.
Sie fand in den 25 Mitgliedstaaten der Europäischen Union an einem bzw. zwei von vier festgelegten Wahltagen statt: in Großbritannien und den Niederlanden am Donnerstag, dem 10. Juni, in Irland und Tschechien am 11. Juni, in Italien, Lettland und Malta am 12. Juni, in den übrigen 17 Mitgliedstaaten am Sonntag, dem 13. Juni.
343.657.800 Menschen waren wahlberechtigt. Das Wahlsystem unterschied sich im Einzelnen von Land zu Land: in 20 der 25 Staaten gab es einen landesweiten Wahlkreis, daher nur eine Liste. In Großbritannien gab es 11 Wahlkreise, in Frankreich 8, in Irland 4, in Belgien 4 und in Polen 13. Insbesondere in Großbritannien (England, Schottland, Wales, Nordirland) und Belgien (Flandern, Wallonien, Brüssel) wurde dabei Rücksicht auf regionale Besonderheiten genommen. In sechs Ländern, darunter Deutschland, war die Liste strikt vorgegeben und die Wähler mussten die Kandidaten in der Reihenfolge wählen, in der sie auf der Liste standen. In Irland, Luxemburg und Nordirland dagegen hatten die Wähler so viele Stimmen wie Sitze zu vergeben waren und konnten frei panaschieren.
Es gab in einigen Ländern Sperrklauseln: fünf Prozent (u. a. Deutschland, Frankreich, Polen, Tschechien), vier Prozent (Österreich, Schweden) und drei Prozent (Griechenland) bzw. waren wegen der Wahl in Wahlkreisen obsolet. Die Höchstgrenze war EU-weit auf fünf Prozent festgelegt. Die Sitze wurden in vielen Ländern nach dem d’Hondtschen Verfahren vergeben, Deutschland verteilte die Sitze nach dem Hare/Niemeyer-Verfahren.
Bulgarien und Rumänien traten zum 1. Januar 2007 der Europäischen Union bei (Osterweiterung, Teil II). Beide Länder entsandten zunächst Abgeordnete, die vom jeweiligen Parlament bestimmt waren. In Bulgarien fand am 20. Mai 2007 eine Direktwahl statt, in Rumänien am 25. November 2007.
Siehe auch Liste der Mitglieder des 6. Europäischen Parlamentes.

## Sitzverteilung

Zusammensetzung der Delegationen der einzelnen Mitgliedstaaten nach den Wahlen

Sitzverteilung bei Konstituierung des Parlaments am 20. Juli 2004:
| Fraktion               | EVP-ED                            | SOZ                  | ALDE                  | Grüne/EFA        | GUE/NGL     | Ind/Dem   | UEN       | Andere             | Summe |
| ---------------------- | --------------------------------- | -------------------- | --------------------- | ---------------- | ----------- | --------- | --------- | ------------------ | ----- |
| Belgien                | CD&V 3 N-VA 1 CDH 1 CSP 1 MCC 1   | PS 4 SP.A/Spirit 3   | MR 2 VLD/Viviant 3    | Groen 1 Ecolo 1  |             |           |           | VB 3               | 24    |
| Dänemark               | KF 1                              | SD 5                 | V 3 RV 1              | SF 1             | N 1         | Junib. 1  | DF 1      |                    | 14    |
| Deutschland            | CDU 40 CSU 9                      | SPD 23               | FDP 7                 | Grüne 13         | Linke 7     |           |           |                    | 99    |
| Estland                | IL 1                              | SDE 3                | EK 1 RE 1             |                  |             |           |           |                    | 6     |
| Finnland               | KOK 4                             | SDP 3                | Kesk 4 SFP 1          | Vihr 1           | V 1         |           |           |                    | 14    |
| Frankreich             | UMP 17                            | PS 31                | UDF 11                | LV 6             | PCF 2 AO 1  | MPF 3     |           | FN 7               | 78    |
| Griechenland           | ND 11                             | PASOK 8              |                       |                  | KKE 3 SYN 1 | LAOS 1    |           |                    | 24    |
| Irland                 | FG 5                              | Labour 1             | Harkin 1              |                  | SF 1        | Sinnott 1 | FF 4      |                    | 13    |
| Italien                | FI 16 UDC 5 SVP 1 AP-UDEUR 1 PP 1 | DS 12 SDI 2 Unabh. 2 | DL 7 LEB 2 SC 2 MRE 1 | Verdi 2          | RC 5 PdCI 2 | LN 4      | AN 9      | NPSI 2 AS 1 MSFT 1 | 78    |
| Lettland               | JL 2 TP 1                         |                      | LC 1                  | PCTVL 1          |             |           | TB/LNNK 4 |                    | 9     |
| Litauen                | TS 3                              | LSDP 2               | DP 5 LiCS 2           |                  |             |           |           | VNDPS 1 LDP 1      | 13    |
| Luxemburg              | CSV 3                             | LSAP 1               | DP 1                  | Gréng 1          |             |           |           |                    | 6     |
| Malta                  | PN 2                              | PL 3                 |                       |                  |             |           |           |                    | 5     |
| Niederlande            | CDA 7                             | PvdA 7               | VDD 4 D66 1           | GL 2 ET 2        | SP 2        | CU/SGP 2  |           |                    | 27    |
| Österreich             | ÖVP 6                             | SPÖ 7                |                       | Grüne 2          |             |           |           | Martin 2 FPÖ 1     | 18    |
| Polen                  | PO 15 PSL 4                       | SLD 5 SDPL 3 SRP 1   | UW 4                  |                  |             | LPR 10    | PiS 7     | SRP 5              | 54    |
| Portugal               | PSD 7 CDS-PP 2                    | PS 12                |                       |                  | PCP 2 BE 1  |           |           |                    | 24    |
| Schweden               | M 4 KD 1                          | SAP 5                | FP 2 C 1              | MP 1             | V 2         | Junil. 2  |           |                    | 19    |
| Slowakei               | SDKU 3 KDH 3 MKP 2                | SMER-SD 3            |                       |                  |             |           |           | ĽS-HZDS 3          | 14    |
| Slowenien              | NSi 2 SDS 2                       | ZLSD 1               | LDS 2                 |                  |             |           |           |                    | 7     |
| Spanien                | PP 24                             | PSOE 24              | CD 1 EAJ-PNV 1        | LV 1 ICV 1 ERC 1 | IU 1        |           |           |                    | 54    |
| Tschechien             | ODS 9 SNK 3 KDU-CSL 2             | CSSD 2               |                       |                  | KSCM 6      |           |           | Nezávislí 2        | 24    |
| Ungarn                 | Fidesz 12 MDF 1                   | MSZP 9               | SZDSZ 2               |                  |             |           |           |                    | 24    |
| Vereinigtes Königreich | Cons. 27 UUP 1                    | Labour 19            | LibDem 12             | GP 2 SNP 2 PC 1  | SF 1        | UKIP 11   |           | UKIP 1 DUP 1       | 78    |
| Zypern                 | DISY 2 GTE 1                      |                      | DIKO 1                |                  | AKEL 2      |           |           |                    | 6     |
| Gesamt                 | 268                               | 200                  | 88                    | 42               | 41          | 37        | 27        | 29                 | 732   |